# Palagio di Parte Guelfa

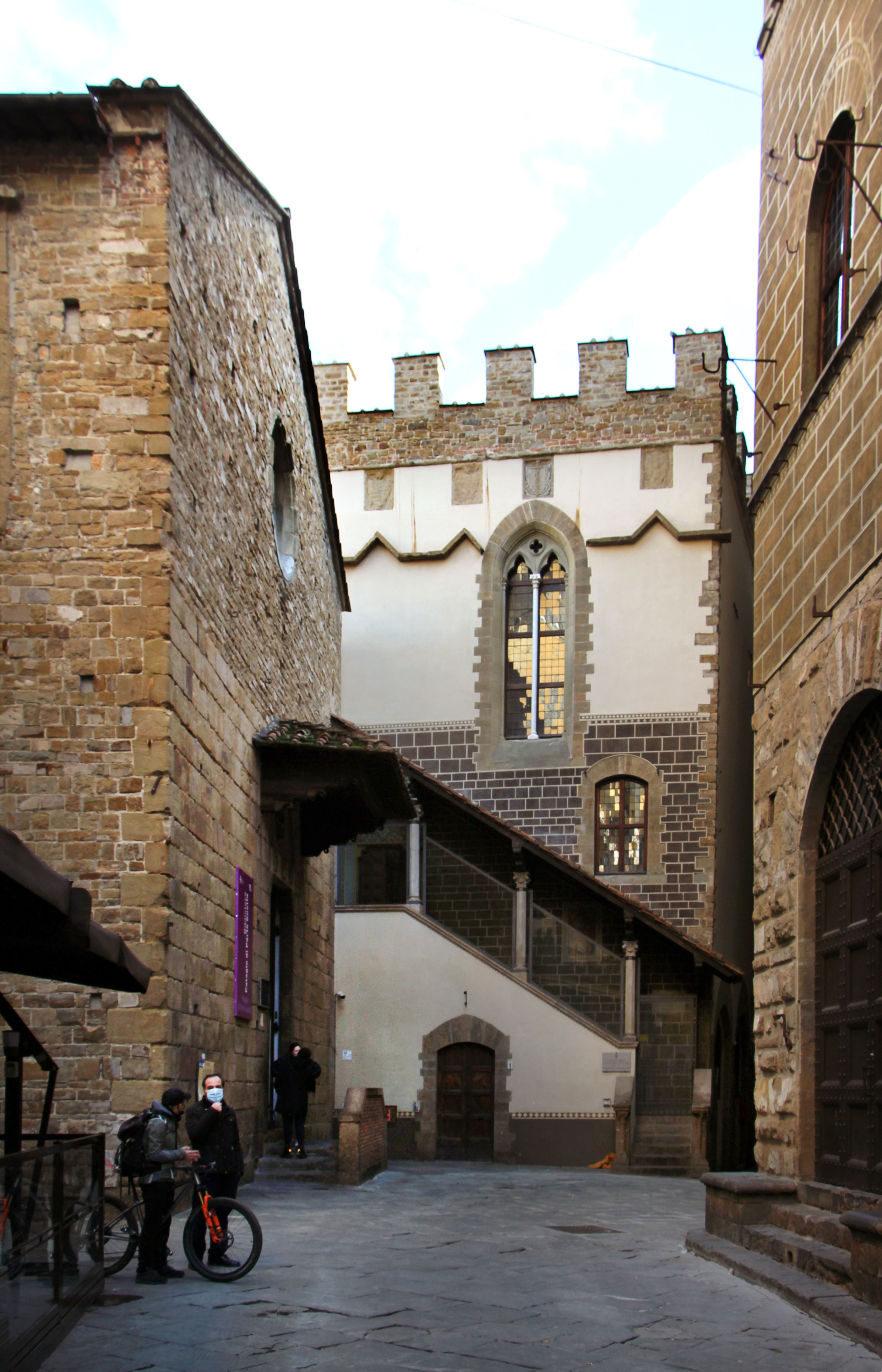
Aspecto do Palagio di Parte Guelfa.

O Palagio dei Capitani di Parte Guelfa, ou mais simplesmente Palagio di Parte Guelfa, é um palácio de Florença, ou melhor, um vasto complexo edificado, cujo núcleo histórico está situado na Piazza di Parte Guelfa.
Foi sede do quartel-general da Parte Guelfa (o "partido" guelfo) nos anos de confronto com os Gibelinos, de onde toma o nome.

## História

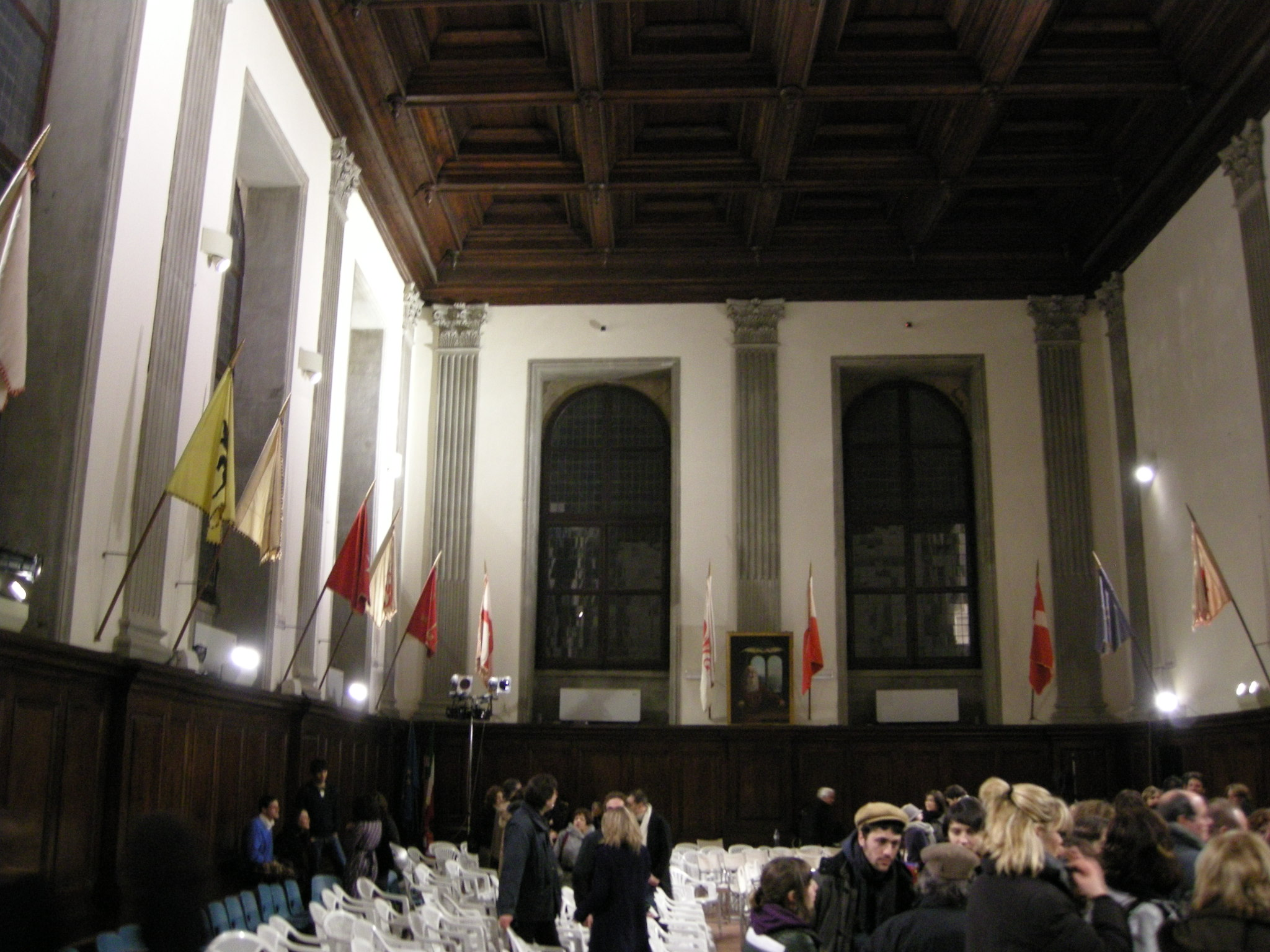
O Salão de Brunelleschi.

Pela Cronica de Giovanni Villani sabemos que em 1267 a Parte Guelfa, facção dominante na cidade, ainda não possuia uma sede própria e realizava as suas reuniões na Igreja de Santa Maria sopra Porta. Numa área contígua à igreja foi edificado, nas primeiras décadas do século XIV, o núcleo original do palácio, depois ampliado e modificado no decorrer dos anos, até ocupar todo o quarteirão com um complexo edificado muito articulado. A construção do século XIV era constituida por uma sala de reuniões instalada sobre cinco lojas existentes no piso térreo e alcançável através duma escada exterior em pedra.
Na primeira metade do século XV, ao palácio original foi acrescentado, em primeiro lugar, um corpo sobre a Via delle Terme e depois, demolindo algumas propriedades da Parte Guelfa, um monumental corpo colocado na esquina entre a Via delle Terme e a Via di Capaccio, destinado a acolher a nova sala do conselho. Depois da construção do piso térreo abobadado, parece que, a partir de 1420, Filippo Brunelleschi poderá ter entrado como projectista da grande sala do primeiro andar, caracterizada por grandes aberturas de volta perfeita e sobrejacentes óculos cegos. As obras da ampliação, suspensas durante a guerra contra Lucca e Milão (1426-1431) e contidas pelas dificuldades económicas dos clientes, foram depois prosseguidas, talvez por Francesco della Luna, na primeira metade do século XV. Por volta de 1452, o pedreiro Maso di Bartolomeo pôs em prática o interior da sala, caracterizado por lesenas em pietra serena. Naquela data, o corpo do edifício teve que ser coberto, embora, provavelmente, a uma cota mais baixa em relação à projectada. No século XVI, Giorgio Vasari acrescentou um tecto em madeira com caixotões à sala grande e interveio no palácio de forma a obter uma sede para os "Ufficiali del Monte Comune", distinguindo-a do núcleo do século XIV deixado como sede à Parte Guelfa, transformada numa verdadeira magistratura estadual com novas competências. Vasari construiu uma nova escadaria, hoje transformada, e uma loggia que, pelo contrário, foi conservada.
O palácio sofreu um profundo restauro em estilo neo-medieval em 1921, em seguida à reestruturação de toda a área da Piazza della Repubblica. O restauro foi executado, de facto, reempregando algumas pedras e materiais antigos encontrados pela demolição da zona do Mercato Vecchio. Já estavam perdidos na época o grande afresco na fachada, da autoria de Gherardo Starnina, e as pinturas de Giotto no interior.
Durante a Segunda Guerra Mundial, o palácio foi de novo danificado e em seguida restaurado. Actualmente, o palácio hospeda nas salas monumentais conferências e manifestações artísticas, culturais e científicas, assim como a sede da organização do Calcio storico fiorentino e do cortejo histórico da República Florentina.

## Arquitectura

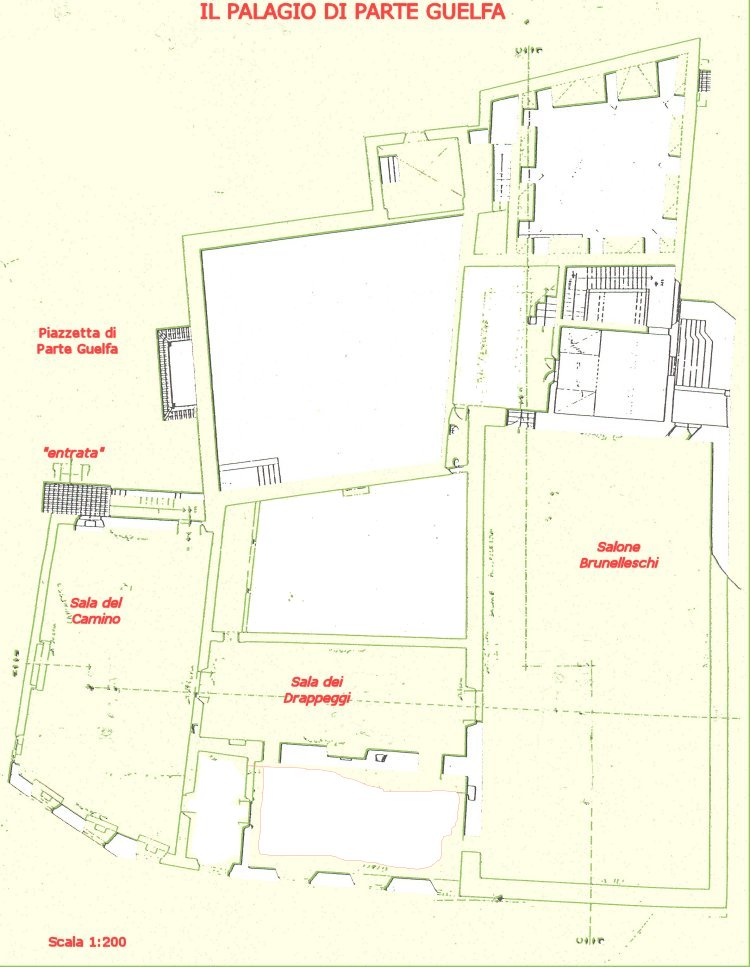
Planta do primeiro andar do palácio.

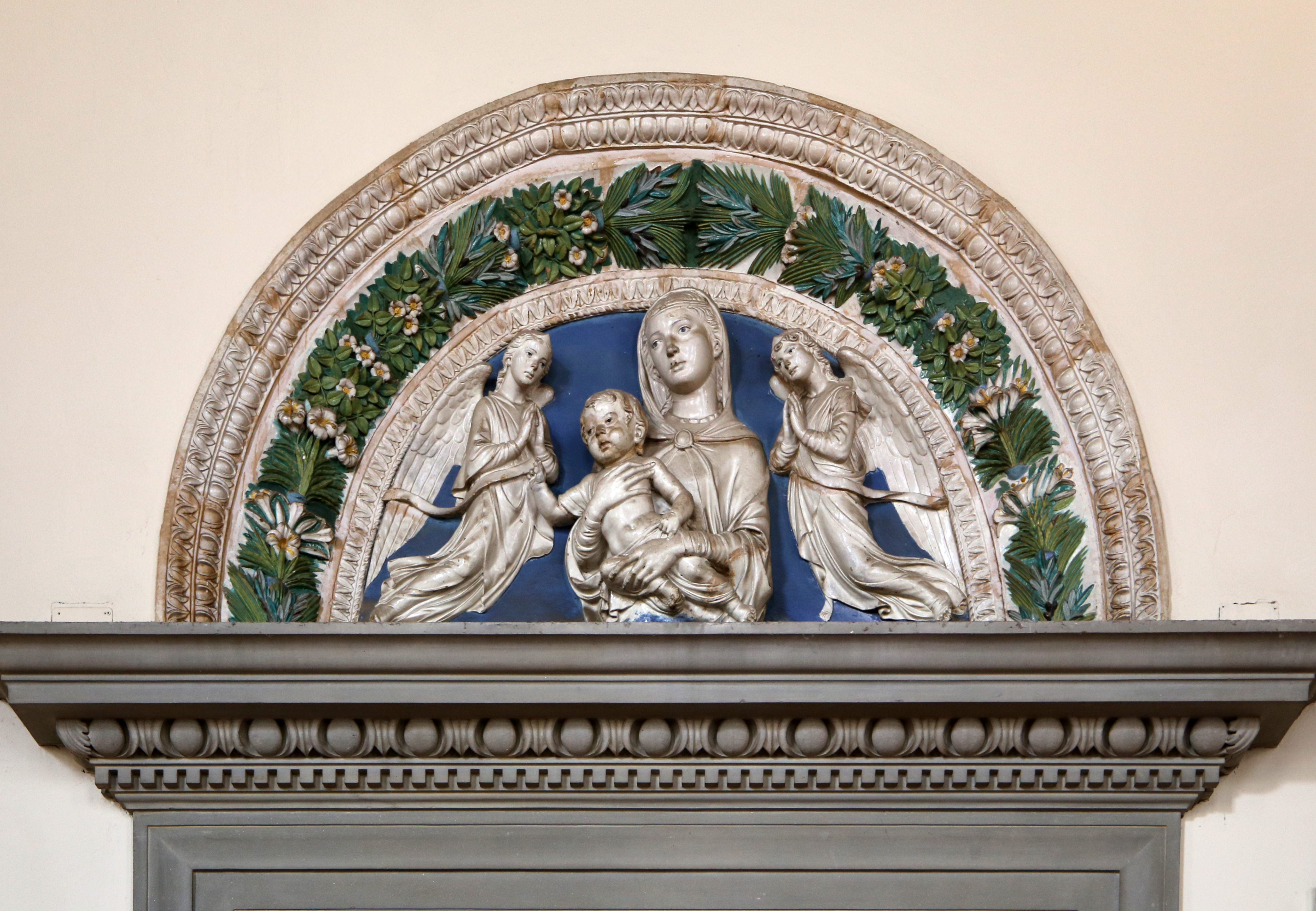
A luneta de Luca della Robbia.

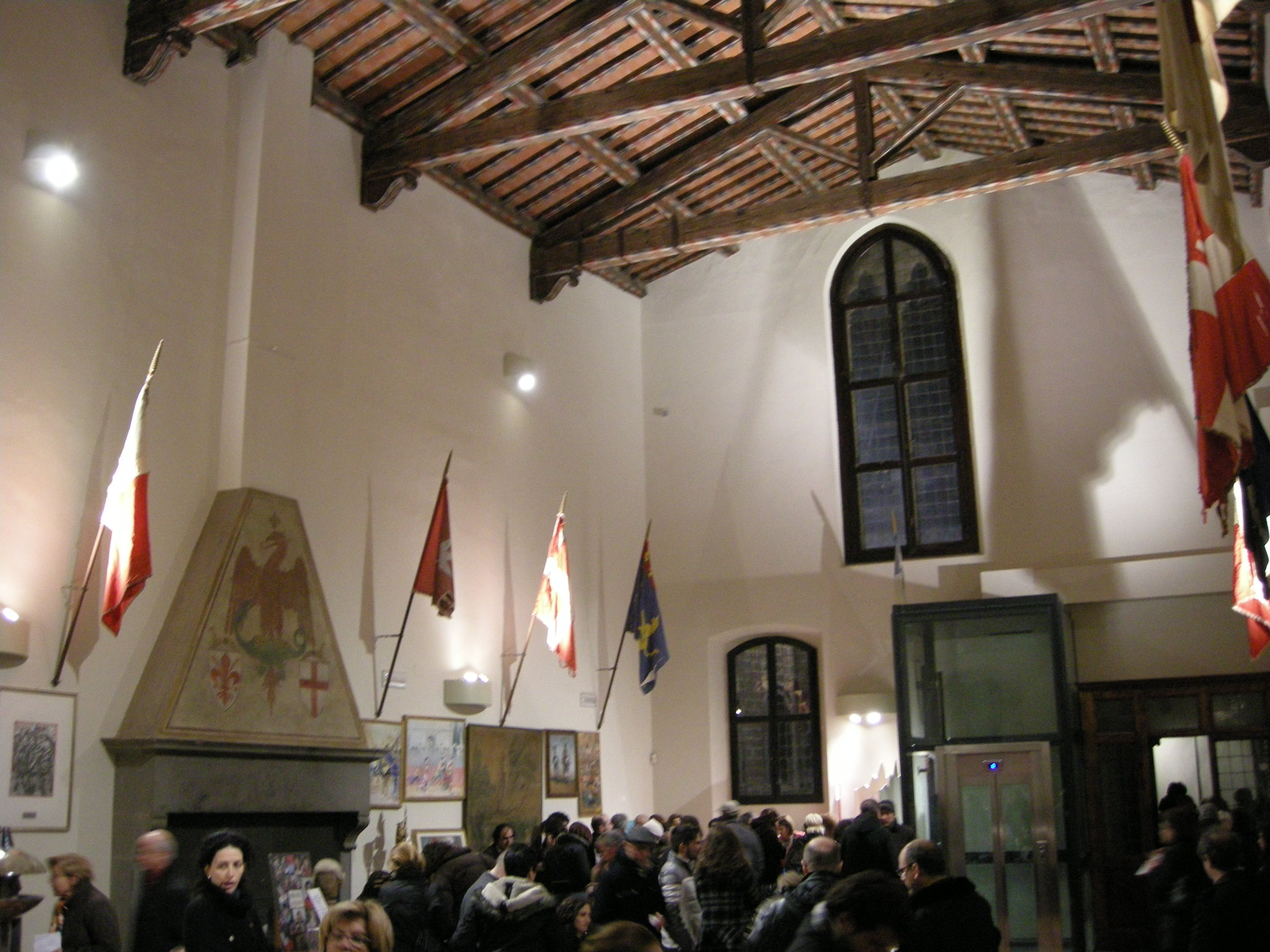
A Sala da Lareira

A fachada sobre a praceta, embora muito pitoresca, é o maior fruto dos restauros neo-medievais, com o restauro da janela bífora gótica, da merlatura (de tipo guelfo) e a criação ex-novo da escadaria coberta. Aqui se encontram numerosos brasões, entre os quais o do Papa, o da Comuna e o da Parte Guelfa.
Sobre a entrada pela Via del Capaccio encontra-se a parte atribuida ao projecto de Brunelleschi, que se inspirou em edifícios da tradição arquitectónica medieval florentina, como a Igreja de Orsanmichele, reelaborando-os, porém, até chegar a soluções inéditas. A parede exterior, na origem livre em três dos lados, é em pietraforte, polida e digitalizada por aberturas com arco de volta perfeita, apoiadas numa cornija clássica e encimada por grandes óculos cegos, talvez no projecto inicial abetos para a sala que, portanto, devia ter uma maior altura. As molduras em volta destes elementos são graduadas prospectivamente, estudadas por uma vista "de enfiada", ou seja, inclinada por causa da estrada estreita.
Ainda deste lado do edifício, encontra-se a varada pênsil sobre mísulas arescentada por Vasari, com um brasão dos Médici em pedra pintada, obra de Giambologna.
A este núcleo original encontra-se adossado o segundo corpo, perfilado entre a Via delle Terme e a Via del Capaccio, onde, sobre o piso térreo do século XIV, Filippo Brunelleschi ergueu um grande e airoso salão, ainda hoje chamado de Salão Brunelleschi. Esse é caracterizado por paredes brancas estucadas, divididas em campos regulares por pilastras em pietra serena com capitéis; as janelas arcadas são enquadradas por altas cornijas rectangulares, que também são repropostas nas aberturas cegas nos lados curtos. O tecto em madeira com caixotões foi acrescentado por Vasari, enquanto as secções em madeira que correm ao longo de toda a base são em estilo tardo-quinhentista. Sobre o portal que permite a comunicação com a Sala dos Vstidos (Sala dei Drappeggi) encontra-se uma luneta em terracota polícroma vidrada com a Madonna con il Bambino e due angeli ("Nossa Senhora com o Menino e dois anjos" - cerca de 1420-1430), obra de Luca della Robbia proveniente da demolida Igreja de San Pier Buonconsiglio.
O interior hospeda outros elementos recuperados de construções demolidas no Mercato Vecchio (Mercado Velho), como a lareira que dá nome à sala com as vigas em madeira.
A Sala da Audiência, ou dos Capitães, remonta ao início do século XV e é coberta por um tecto em madeira com caixotões, com um friso subjacente composto por arcos trilobados em estilo gótico. O portal marmóreo tem batentes em cobre dourado e é encimado por um brasão da Trindade atribuido a Donatello.

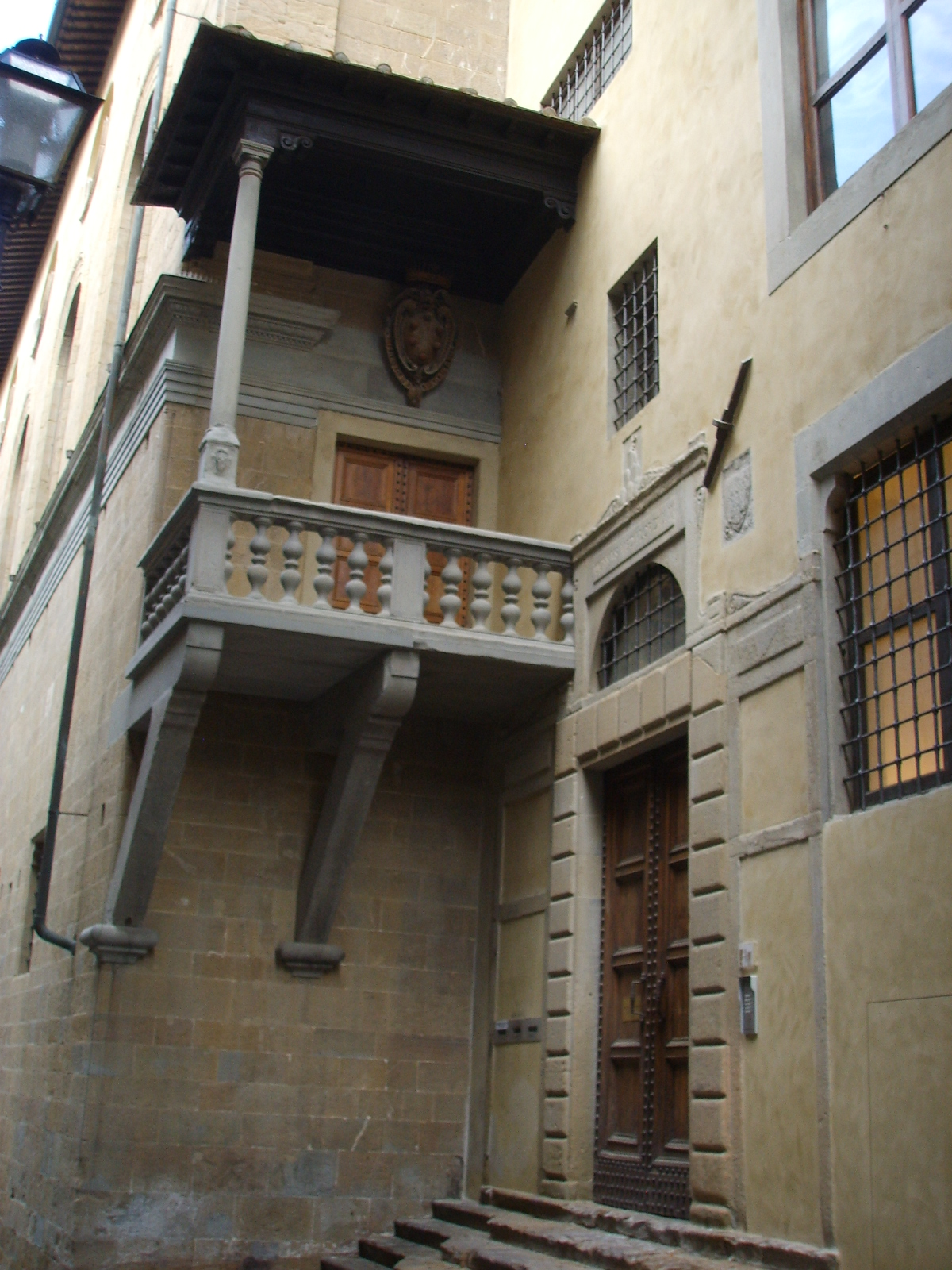
Entrada pela Via del Capaccio'
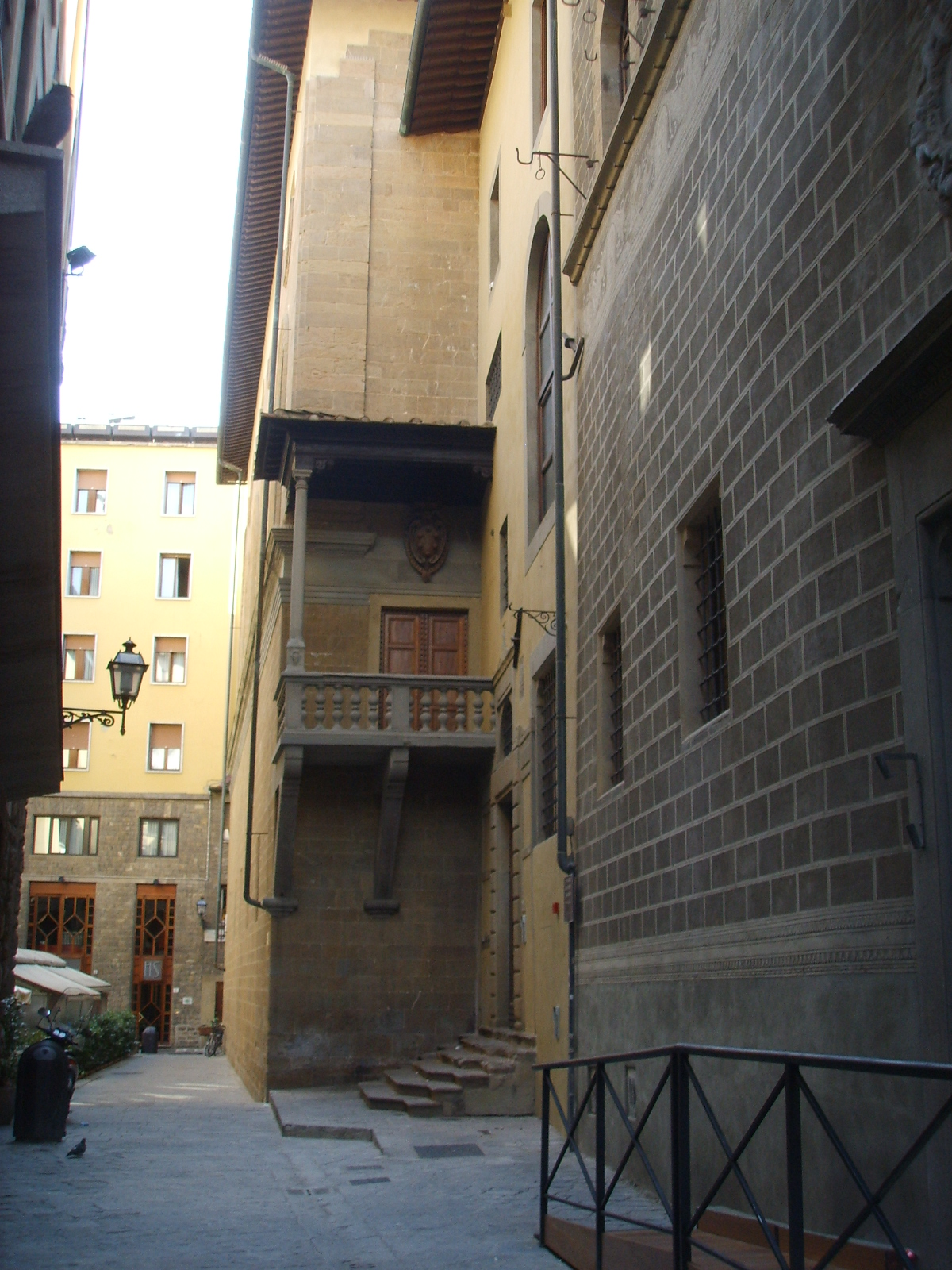
A varanda de Vasari
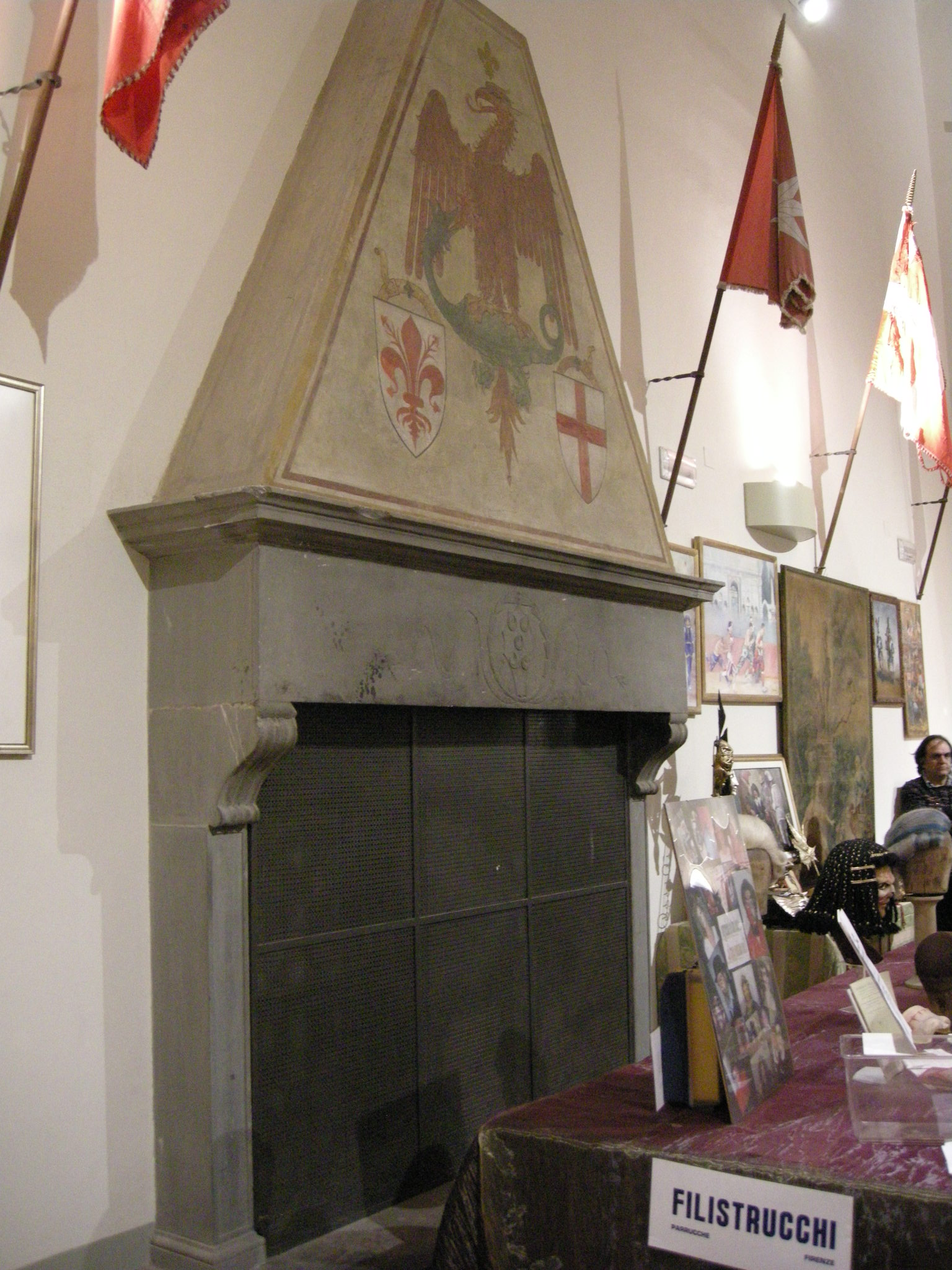
A lareira, com a águia do Popolo
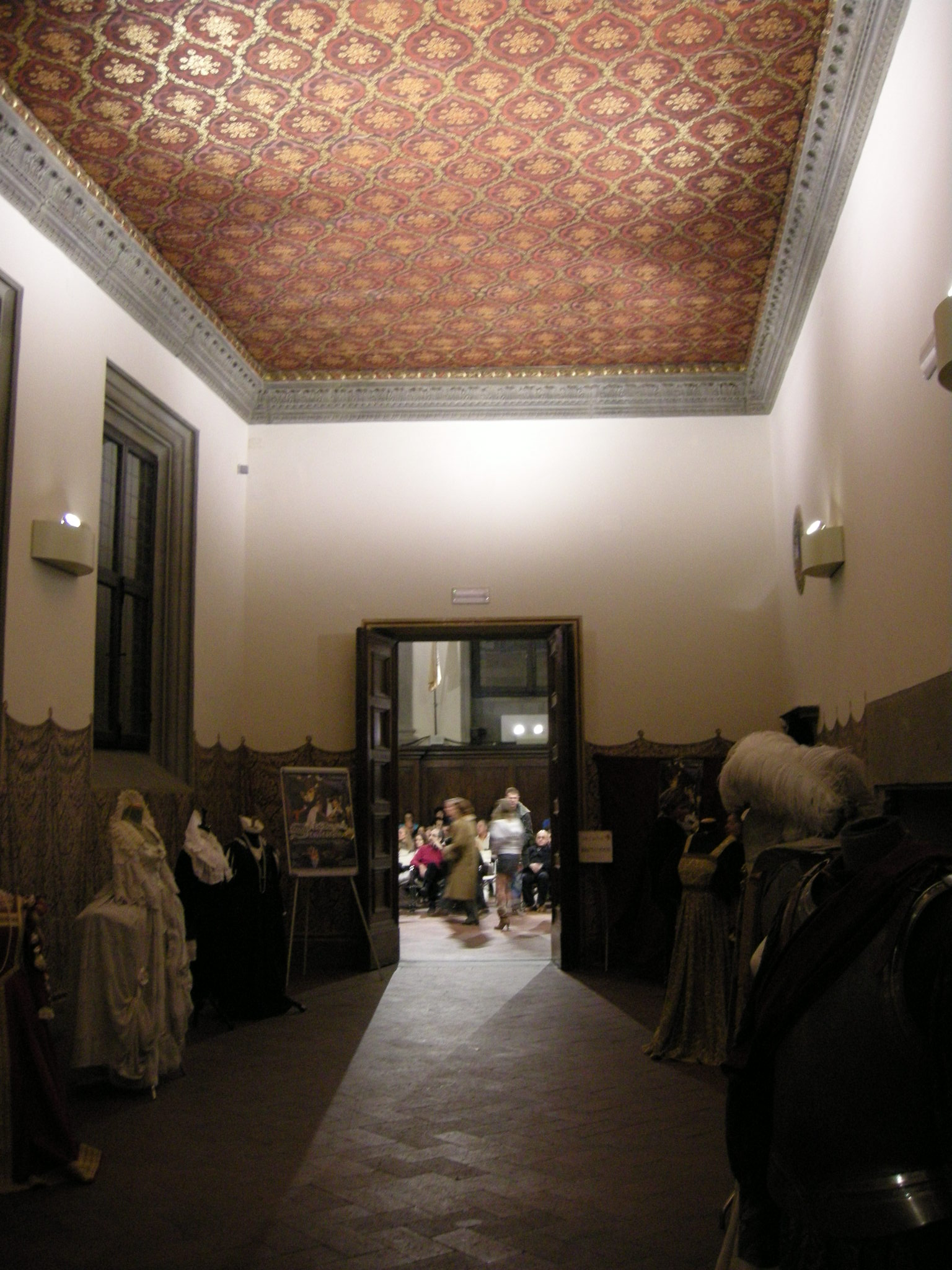
A Sala dos Vestidos